# 北奔重型汽車集団

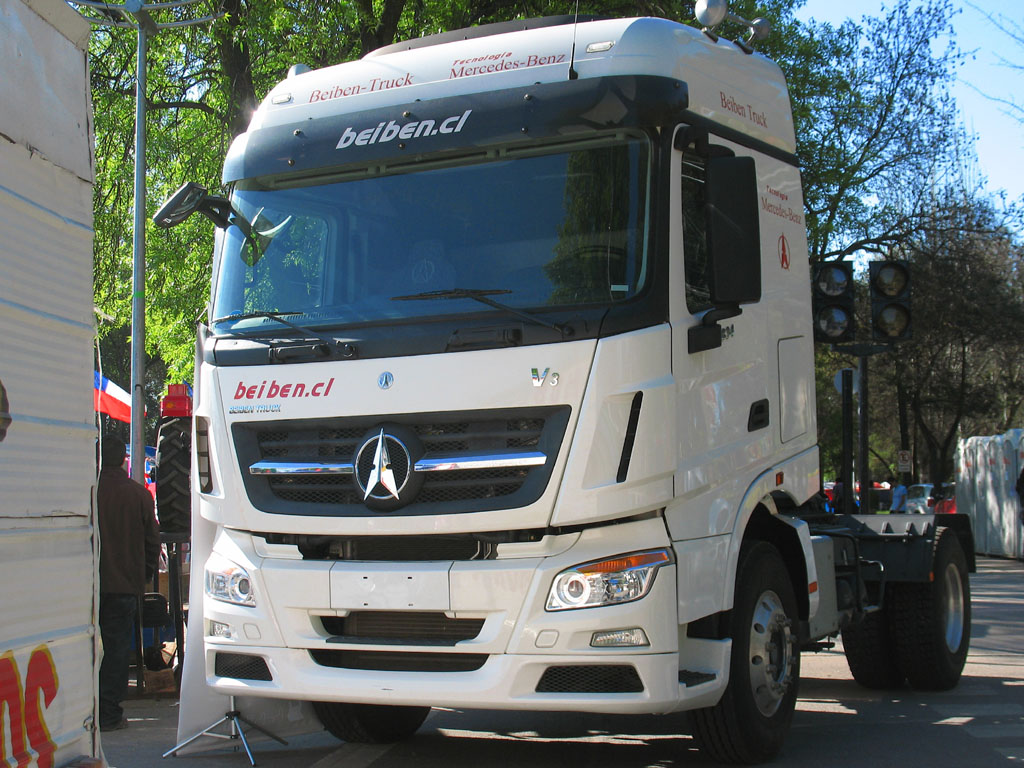
BeiBen V3 1834 2014

北奔重型汽車集団（ベイベンじゅうがたきしゃしゅうだん、英語名：BEIBEN Trucks Group）は、中華人民共和国の大型トラック組立と自動車部品製造企業である。正式名は、北奔重型汽車集団有限公司、英語名：BEIBEN Trucks Group CO.,LTD である。

## 概要
内モンゴル自治区包頭市に本拠を置く。中国北方工業公司（ノリンコ）、内蒙古第一機械集団公司、中国華融資産管理公司等が出資している。株式は非公開である。1988年ドイツのダイムラー・ベンツ（当時社名）との合意に基づき設立された。当初はダイムラーから主要部品を調達しノックダウン生産を行っていた。しかし2010年の時点で国産化率は90％までになった。2014年度は年産6万台であった。
トラックキャブやエンジンの組み立て以外に変速機、大型自動車用車軸などの自動車部品も製造している。会社の車軸工場ではダイムラーからライセンスを受け大型トラック用の車軸を生産している。デフギア付やステアリング付車軸も生産している。
これらは、中国、マレーシア、インドネシア、南米、南アフリカで頑丈で高負荷に耐える耐久性のある部品と見做されている。自動車部品は海外をはじめ、自社以外にも中国国内の多くのトラック製造企業に納入されている。
最大積載量8 - 25トン,最大牽引重量30 - 60トンの大型トラックがラインナップされている。

## 車種
- 鉄馬シリーズ
- NG90シリーズ
- V3シリーズ
- NG80シリーズ